# 風邪の神送り
『風邪の神送り』（かぜのかみおくり）は、古典落語の演目。『風の神送り』とも表記する。8代目林家正蔵（林家彦六）は、もとは大阪（上方落語）ダネであると述べている。
江戸時代に多く行われていた「風邪の神」を追いやる行事（疫神送）を題材にした噺。武藤禎夫は「医者噺のマクラなどに振る、ごく短い噺」と記し、行事として廃れた明治以降は演じられる機会も減ったと評している。
安永5年（1776年）の江戸小咄集『夕涼新話集』第5巻の「風の神」に、暇になった藪医者が流行り風邪を歓迎しているところに神送りの音曲が聞こえて「いらざる殺生を」と文句を言う内容が掲載されている。
8代目林家正蔵は上方の2代目桂三木助から教わって演じた。一方、上方ではその後いったん途絶えて3代目桂米朝が1967年に復活させた。

## あらすじ
伝染病で命を落とす人が多かった時代。ある町内に悪性の風邪が流行したので、町の若い衆が「風邪の神送り」をやろうと提案する。その町では、紙やワラで「風邪の神」の人形を作り、それをかついだ行列を作って鉦鼓・太鼓・三味線を鳴らし、「送れ送れ、風邪の神送れ、どんどと送れ（上方では「風邪の神送ろう」「風邪の神送ろう」の繰り返し）」と囃し立てながら隣の町や村の境まで運び、川や海へ流すという風習であった。若い衆が奉加帳を持ち、家々を回って費用を集めようとするが、貧乏人やケチ揃いで、なかなか寄付が集まらない（長く演じる場合、この場面でさまざまな人との滑稽なやり取りをたっぷり演じる）。
若い衆はなんとか集めた銭で「風邪の神」の人形をこしらえ、日暮れに行列を出発させた（上方の演じ方ではここで下座からのハメモノと、袖の芸人たちによる掛け声がかかる）。行列の際、「送れ送れ、風邪の神送れ、どんどと送れ」「お名残り惜しい」「誰だ、『お名残り惜しい』などと言う奴は」と振り向くと、町内の薬屋（または医者）であった（※ここで噺を切る演じ方もある）。
川へ投げ込まれた「風邪の神」は、夜更けになって魚捕りの網にかかった。引き上げられた風邪の神は人々の思いを受けたものか立ち上がり、漁師に「わしは風邪の神だ」と告げた。すると漁師がこう言った。
「ははあ、夜網（弱み）につけ込んだな（「弱みにつけ込む風邪の神」という慣用句を踏まえたもの）」。